# Panserbjørn
En panserbjørn er et fiktivt dyr i Philip Pullmans trilogi om Det gyldne kompas.

## Beskrivelse
Panserbjørne er følende, talende isbjørne med brugbare tommelfingre på deres forreste ben. Trods deres store vægt og enorme styrke er de overraskende fingerfærdige. Dette, samt en medfødt sans for metallurgi, gør dem til fantastiske gode smede og de er i stand til at skabe og reparere metalgenstande langt ud over det en menneskelig smed kan kapacitere (det det parallelle univers panserbjørnen bor i). 
Selvom de hovedsagligt taler engelsk/dansk i bøgerne, er de kendt for at kunne tale en række indfødte sprog. 

## Samfund
Panserbjørne er generelt ensomme skabninger, men har et løst samfund på Svalbard. Det er styret af en konge, der normalt arves til den næste generation, men kan også vælges efter kampe mellem bjørnene: Iofur Raknison og Iorek Byrnison er de eneste konger der fortælles om i bøgerne. 
Nogle bjørne udlejer sig ved lejligheder til menneskene som lejesoldater eller som landarbejdere, men kun i de arktiske regioner og det er underforstået, at når bjørnene gør dette, kan det godt bringe skam over bjørnen. Landene længere mod syd har meget lidt kontakt til bjørnen, men deres eksistens er almindelig kendt. 
I løbet af bøgerne, virker det som om bjørnene kæmper for at opretholde deres egen kultur og traditioner mod indtrængen fra det menneskelig samfund. Dette er mest synligt under Iofur Raknisons regeringstid, en nærig konge på Svalbard i bogen Det gyldne kompas. Han forsøger at tvinge bjørnene til at blive mere menneskelige, forsøger at bygge paladser og universiteter, dekorere deres rustninger og få en daimon. Iorek Byrnison slås med Iofur Raknison og Iofur bliver dræbt kampen og Iorek bliver den nye konge. Iorek beder bjørnene om at vælte paladset og tage dekorationerne af deres rustninger, men senere i bøgerne begynder Iorek selv at føle menneskelige følelser såsom tvivl, især i forbindelse med "Skyggernes kniv". Iorek beslutter at der skal være en linje mellem bjørnene og den menneskelig adfærd. 

## Panser
Pansret er ekstremt vigtigt for en panserbjørn; for dem svarer de til en daimon eller en sjæl. 
En bjørn skal selv lave sin rustning af "sky-jern"; et sjældent metal fra meteoriter som bjørnene kan finde i jorden eller begravet i is. Selv om dette magiske metal er opdigtet af Pullman, sætter de arktiske beboere meteoriterne meget højt (især Kap York Meteorit) som er en uvurderlig kilde af jern til fremstilling af værktøj (selvom jern fra meteoritter er svagere end jordbaseret jern, da det ikke har urenheder som kulstof, der bidrager til styrken).  